# Ante Razov
Ante Razov (* 2. března 1974) je bývalý americký fotbalový útočník. Se 114 góly je šestým nejlepším střelcem Major League Soccer; se 76 góly nejlepším střelcem Chicago Fire a se 30 góly CD Chivas USA. S reprezentací USA získal zlatou medaili na Zlatém poháru CONCACAF 2002.

## Klubová kariéra
S fotbalem začínal na Kalifornské univerzitě, v týmu UCLA Bruins. V draftu 1996 byl vybrán ve třetím kole Los Angeles Galaxy. V Galaxy ale nedostával příliš prostoru, za dvě sezony odehrál pouze 6 utkání a vstřelil jeden gól. Před sezonou 1998 přestoupil do nově vzniklého Chicaga Fire. V Chicagu hrál s krátkou přestávkou 7 let, v sezoně 2000/2001 působil ve španělském druholigovém Racing de Ferrol. V sedmi sezonách byl pětkrát nejlepším střelcem Chicaga, se 76 góly je nejlepším střelcem klubu. V roce 2003 byl nominován do nejlepší XI soutěže. S Chicagem vyhrál v roce 1998 MLS Cup a v letech 1998, 2000 a 2003 US Open Cup. Ve finále MLS 2003 v 54. minutě neproměnil penaltu za stavu 2:3 pro San Jose Earthquakes a po nepovedené sezoně 2004 byl vyměněn do Columbusu za Tonyho Sanneha. V Columbusu ale nevydržel dlouho, po hádce s trenérem Andrulisem odešel do MetroStars vedeného Bobem Bradleym, který Razova vedl už v Chicagu. Po sezoně 2005 si ho trenér Bradley vzal s sebou do CD Chivas USA. Dne 21. dubna 2007 vstřelil 100. gól a stal se třetím hráčem ligy, který to dokázal (po Morenovi a Cunninghamovi). Kariéru ukončil po roce 2009 na metě 114 gólů, což stačí na šesté místo historických tabulek.

## Reprezentační kariéra
Razov byl poprvé povolán do reprezentace v březnu 1995, první zápas odehrál 25. března 1995 proti Uruguayi. S reprezentací USA získal zlatou medaili na Zlatém poháru CONCACAF 2002, na Mistrovství svět si ale nikdy nezahrál.